# Emirat d'Herat
L'emirat d'Herat fou un estat controlat per afganesos i reclamat pels perses, que va existir als segles xviii i xix i fou breument domini britànic.

## Història

### Domini Abdali
Part de l'imperi safàvida, des de 1695 n'era governador Sultan Abdullah Khan Abdali (1695 - 1708); Abd Allah Khan Abdali va governar (1708-1712) de fet com emir en rebel·lió contra Pèrsia. El va succeir el 16 d'octubre de 1712 Shahzada Assadullah Khan Abdali (1712-1720) que el 1716 va desconèixer la sobirania persa; va morir el 4 d'octubre de 1720 i Sardar Zulfikhar Khan Abdali fou nomenat governador pels perses però els abdalis van proclamar emir (15 de juliol de 1722) a Shahzada Muhammad Khan Abdali al que l'agost de 1724 va succeir Allah Yar Khan Abdali. Foren anys de lluita entre perses (que volien recuperar la zona) i els abdalis, i en general els atacs perses van fracassar. El 1729 el cap abdali es va sotmetre a Nadir Xah que fou reconegut formalment el 21 d'abril de 1730; va derrotar els perses i va annexionar la regió el 22 d'agost de 1731. Nadir va reprimir una revolta dels afganesos abdalis el 1732.
A la mort de Nadir Xah el 1747, estava en mans del seu nebot rebel Ali Kuli Khan, però al cap de poc va quedar en mans d'Ahmad Shah Abdali (reanomenat Ahmad Shah Durrani). Va estar en mans dels emirs durrani de Kabul o Afganistan fins al 1818.

### Dinastia Sadozai
El 1793 Mahmud Shah va prendre el control d'Herat, convertint-se en independent. Mahmud Shah fou emir afganès a Kabul del 1801 al 1803 i del 1809 al 1818, fou deposat per Ali Xah Durrani (que igual que Mahmud era fill de Timur Xah Durrani, segon sobirà Durrani de Kabul) i llavors es va establir a Herat on tenia diversos suports per haver-ne estat governador. Entre 1801 i 1818 fou governador Fateh Khan Barakzai. Mahmud va dominar entre el riu Harī Rūd a l'oest i el riu Helmand a l'est i des de Sistan al sud fins a Maymana al nord (però a les zones més allunyades el seu poder fou contestat) i va designar com a visir a Ata Mohammad Khan.
El seu fill Kamran Khan va ajudar el seu pare i el va succeir a la seva mort el 1828 (en alguna font s'indica 1826 i en altres 1829). Kamran fou proclamat emir com Kamran Shah Durrani i va tenir un govern enèrgic i força capacitat els primers anys i el 1833 va rebutjar un atac persa jugant després amb submissions temporals nominals a Pèrsia per evitar la conquesta per part dels seus veïns. Però als darrers cinc anys (aproximadament 1837-1842) va deixar el govern en mans del seu visir Yar Muhammad Khan Alikozai (nomenat el 1828 o 1829) que es va assegurar el control de les forces militars, després el control dels impostos i el 1839 sobre els subsidis britànics negociats aquell mateix any. L'emir i el visir van fer front entre 1837 i 1839 a un terrible setge d'Herat per part dels perses que va devastar la ciutat d'Herat, rebent l'ajut britànic. El març de 1842 el visir va assassinar l'emir Kamran i va assolir el poder de facto com a ministre regent. De fet la dinastia Sadozai va quedar suprimida. La dinastia Barakzai en canvi restava al poder a Kabul.

### Ministres regents
Yar Mohammad Khan Alikozay va governar fins a la seva mort l'1 de juny de 1851 i el va succeir el seu fill Sayyed o Sayid Muhammad Khan Alikozay que va demanar ajut a Nàssir-ad-Din Xah Qajar de Pèrsia contra els barakzai de Kabul i de Kandahar; tropes perses van entrar a Herat el 1852. En represàlia, els britànics, oposats a la seva presència, van ocupar l'illa de Kharg i els perses llavors es van retirar, i van acordar que no les tornarien a enviar a menys que Herat fou atacat des de l'est, comprometent-se a no interferir en els afers interns d'Herat.

### influència persa
El 1855, Pèrsia i Gran Bretanya van trencar relacions diplomàtiques després d'una sèrie d'incidents. El 15 de setembre de 1855 el governant d'Herat, Sayid Muhammad Khan, fou deposat i mort i Muhammad Yusuf Khan Sadozai (o Muhammadzay), considerat proper a Pèrsia, va prendre el poder. Immediatament l'exèrcit persa va entrar a Herat. Yusuf, amenaçat per Dost Muhammad, que l'agost havia entrat a Kandahar, va tractar de temporitzar i procurar la retirada persa però aquests van continuar a la ciutat i llavors Yusuf va hissar la bandera britànica a Herat buscant la protecció britànica.
Fou empresonat aviat pels perses (juny de 1856) i enviat al campament principal persa per Isa Khan Bardorani, que li feia de visir i que va agafar el poder (juny del 1856); els perses van agafar posicions a les fortaleses a Herat i rodalia. Però va esclatar una revolta xiïta que va expulsar els perses de la ciutat, i Isa Khan va hissar altre cop la bandera britànica i va oferir el kanat als britànics a canvi d'ajut. Finalment, les tropes perses van conquerir la ciutat l'octubre de 1856.
Els britànics van preparar una expedició militar i van llençar un ultimàtum; l'1 de novembre de 1856 els britànics van declarar la guerra i van decidir que es lliuraria de manera naval al golf Pèrsic. Després de diverses victòries britàniques, el 4 de març de 1857 Pèrsia va signar la pau a París (tractat de París (1857)) ratificat a Bagdad el 2 de maig de 1857. Pèrsia renunciava a reclamar Herat i Afganistan i Gran Bretanya arbitraria qualsevol disputa entre ambdós estats. Herat fou evacuada el 27 de juliol de 1857 però deixant en el tron a Sultan Ahmad Jan.
Dost Muhammad de Kabul va disputar territoris amb Herat i el 1862 els afganesos es van apoderar de Farah i van assetjar Herat durant deu mesos. Mentre durava el setge Sultan Ahmad Jan va morir el 26 de maig de 1863 i Dost Muhammad va poder entrar a la ciutat i for reconegut emir durant dues setmanes, però va morir als pocs dies el 9 de juny de 1863. El va succeir el seu fill Shir Ali Khan, emir de l'Afganistan, Kandahar i Herat.

### Segona guerra angloafganesa
El 1878 va esclatar la segona guerra angloafganesa. Derrotat Shir Ali pels britànics va morir en la fugida i el va succeir el seu fill Yakub Khan que el març de 1880 va nomenar emir d'Herat al seu germà Ayyub Khan. Durant el seu govern, per dues vegades va ocupar Kandahar i fou emir d'Herat i de Kandahar (1880 i 1881). Derrotat pels britànics fou expulsat de Kandahar i es va retirar a Herat, que va caure també en mans dels britànics el 2 d'octubre de 1881. El complex Musallah fou parcialment destruït pels britànics el 1885 perquè els obstaculitzava la visió per una possible invasió russa (que mai es va produir). L'antic emirat d'Herat fou incorporat als dominis del nou emir de Kabul Abd al-Rahman Khan, emir de l'Afganistan.

## Bandera
La bandera de l'emirat era de tres franges horitzontals, verda, blanca i verda. Apareix en algunes lamines de l'època però probablement incloïa a més inscripcions aràbigues brodades o algun símbol. El Flag Bulletin diu que aquesta bandera derivava de la utilitzada pels Durrani de Kabul i Kandahar. Pierre C. Lux-Wurm, al llibre "Drapeaux de l'Islam" (ISBN  978-2-283-01813-2) assenyala que els durrani utilitzaven a la guerra banderins triangulars vermells o verds amb inscripcions aràbigues brodades en blanc.